# Lorraine Crapp
Lorraine Joyce Crapp (Sydney, 17 ottobre 1938) è un'ex nuotatrice australiana.

## Carriera
Specializzata nello stile libero, ha vinto due medaglie d'oro ai Giochi olimpici di Melbourne 1956: nei 400 m e nella staffetta 4x100 m sl, in aggiunta all'argento nei 100 m sl; quattro anni dopo, a Roma 1960, ha vinto la medaglia d'argento nella staffetta 4x100 m sl.
È una dei Membri dell'International Swimming Hall of Fame.
È stata primatista mondiale sulle distanze dei 200 m, 400 m e 800 m sl e della staffetta 4x100 m sl.

## Palmarès
- Olimpiadi

Melbourne 1956: oro nei 400 m sl e nella staffetta 4x100 m sl, argento nei 100 m sl.
Roma 1960: argento nella staffetta 4x100 m sl.
- Giochi dell'Impero e del Commonwealth Britannico

1954 - Vancouver: oro nei 100 yd e 440 yd sl.